# Šalov
Šalov es un municipio del distrito de Levice en la región de Nitra, Eslovaquia, con una población estimada a final del año 2024 de 359 habitantes.
Se encuentra ubicado al este de la región, cerca de los ríos Ipoly y Hron (ambos, afluentes izquierdos del Danubio) y de la frontera con la región de Banská Bystrica.

## Demografía
| Año        | 1994 | 2004    | 2014     | 2024    |
| ---------- | ---- | ------- | -------- | ------- |
| Población  | 407  | 426     | 379      | 359     |
| Diferencia |      | +4,66 % | −11,03 % | −5,27 % |

| Año        | 2023 | 2024    |
| ---------- | ---- | ------- |
| Población  | 355  | 359     |
| Diferencia |      | +1,12 % |